# Afghanistan ai Giochi della XXIX Olimpiade
L'Afghanistan ha partecipato ai Giochi della XXIX Olimpiade di Pechino, svoltisi dall'8 al 24 agosto 2008, con una delegazione di quattro atleti.

## Medaglie
| Medaglia | Atleta          | Sport     | Evento         |
| -------- | --------------- | --------- | -------------- |
| Bronzo   | Rohullah Nikpai | Taekwondo | 58 kg maschile |

## Atletica leggera
| Gara            | Atleta          | Batterie | Batterie | Quarti | Quarti | Semifinali | Semifinali | Finale | Finale |
| Gara            | Atleta          | Tempo    | Pos.     | Tempo  | Pos.   | Tempo      | Pos.       | Tempo  | Pos.   |
| --------------- | --------------- | -------- | -------- | ------ | ------ | ---------- | ---------- | ------ | ------ |
| 100 m maschili  | Massoud Azizi   | 11"45    | 8        |        |        |            |            |        |        |
| 100 m femminili | Robina Muqimyar | 14"80    | 8        |        |        |            |            |        |        |

## Taekwondo
| Gara  | Atleta             | Tabellone principale         | Tabellone principale          | Tabellone principale | Tabellone principale | Ripescaggi                         | Ripescaggi                      |
| Gara  | Atleta             | Ottavi                       | Quarti                        | Semifinali           | Finale               | Semifinali                         | Finale                          |
| ----- | ------------------ | ---------------------------- | ----------------------------- | -------------------- | -------------------- | ---------------------------------- | ------------------------------- |
| 58 kg | Rohullah Nikpai    | Levent Tuncat (Germania) 4-3 | Guillermo Perez (Messico) 1-2 |                      |                      | Michael Harvey (Gran Bretagna) 2-1 | Juan Antonio Ramos (Spagna) 4-1 |
| 68 kg | Nesar Ahmad Bahave | Mark López (Stati Uniti) 0-3 |                               |                      |                      | Daniel Manz (Germania) 3-4         |                                 |